# Папеда ежеиглистая
Папеда ежеиглистая, или лима, или каффир-лайм (лат. Cītrus hȳstrix) — плодовое дерево; вид рода Цитрус семейства Рутовые.

## Описание

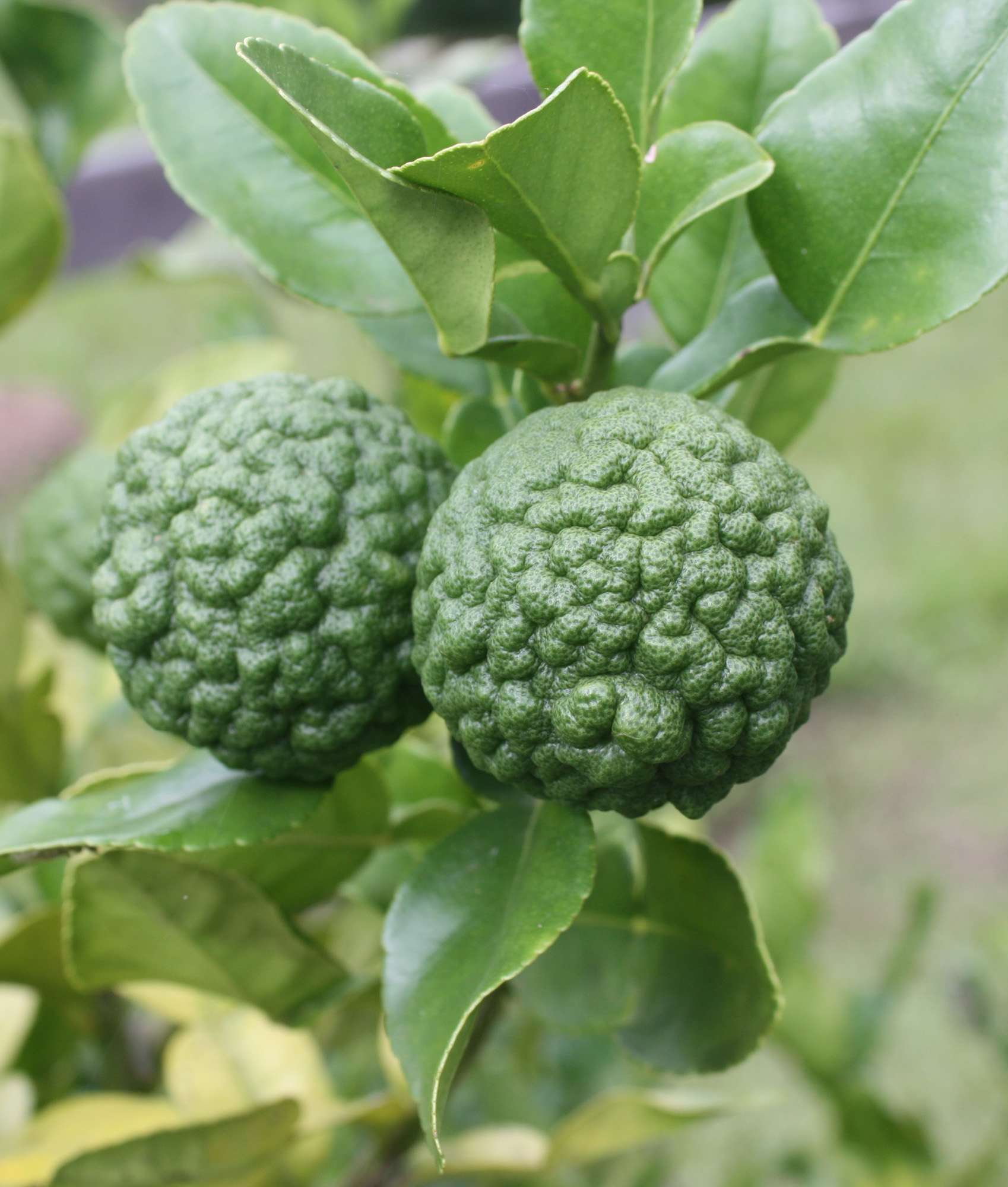
Ветка каффир-лайма

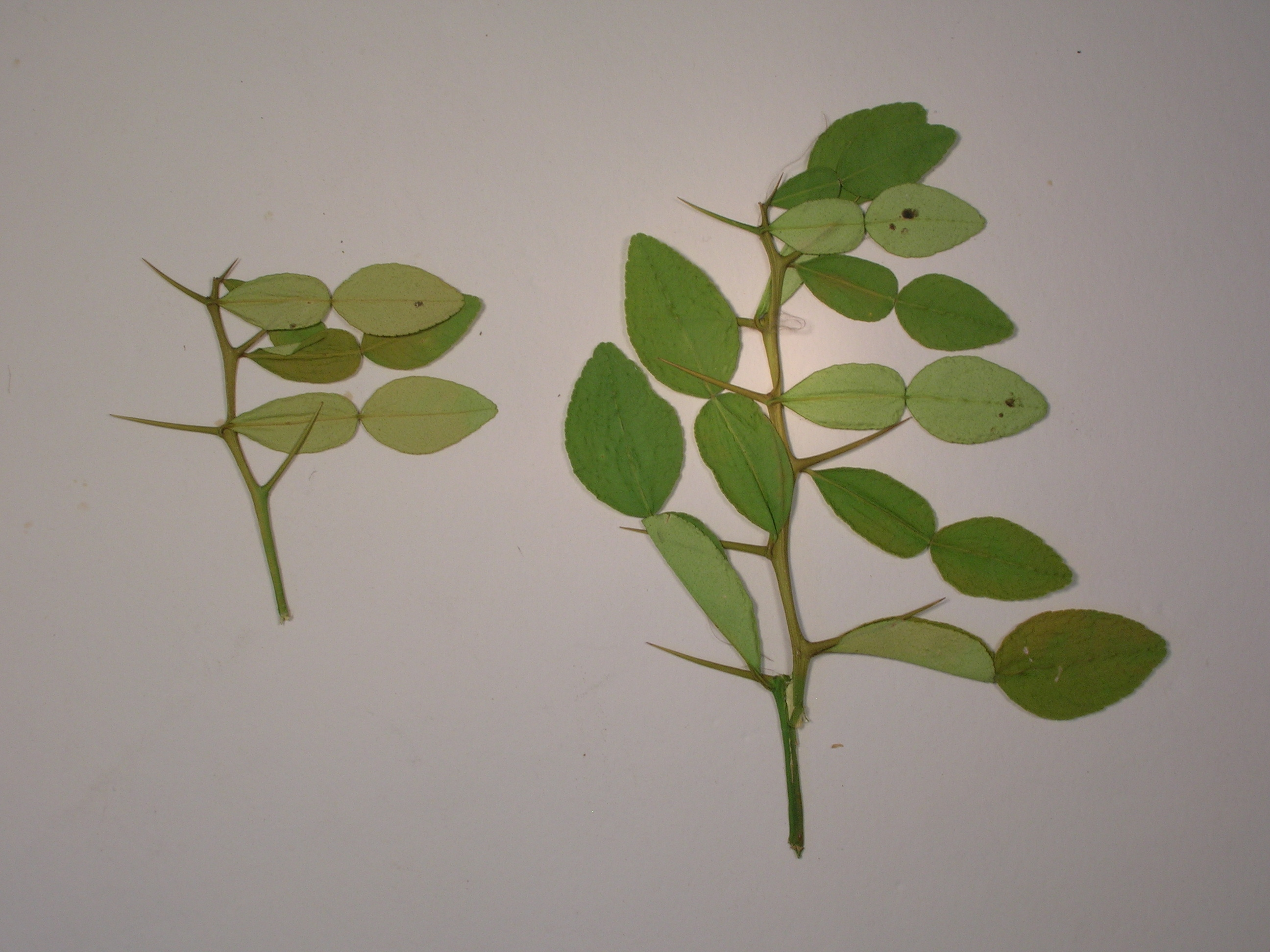
Побеги каффир-лайма

Каффир-лайм — один из видов рода Цитрус. Несмотря на название, он не относится к настоящим лаймам, а входит вместе с Citrus micrantha в подрод папеда (Papeda). Фрукт известен в Азии как макрут, а в других частях света — как каффир-лайм. Кожура у него темно-зелёная и бугристая. Сам плод несъедобен, кожуру иногда используют в кулинарии, но главная ценность каффир-лайма заключена в его листьях. Сока в плодах каффир-лайма мало и он очень кислый.

## Распространение
Распространён главным образом в Юго-Восточной Азии (Лаос, Таиланд, Малайзия, Индонезия).

## Использование

### Кулинария
Листья и плоды каффир-лайма широко используются в кулинарии Юго-Восточной Азии. Листья — самая востребованная часть растения, применяются в свежем, замороженном и сушёном виде. Листья популярны в кухне Таиланда, используются при приготовлении традиционных блюд, таких как том-ям (кисло-острый суп).

### Медицина
Высушенные и измельчённые листья также используются в качестве скрабирующего агента при косметическом пилинге тела и лица. Сок лайма — популярный компонент в шампунях. Кожура фрукта используется при изготовлении массажных и ароматических масел.